# Rutebeuf
Rutebeuf, régies francia írással: Rustebeuf (1230 körül – 1285 körül) középkori francia költő, ún. trouvère.
Nevének eredete bizonytalan („rude boeuf” jelentése: 'szilaj ökör'); valószínűleg felvett név vagy álnév.

## Élete és költészete
Életéről keveset tudunk, és azt a keveset is csak saját verseiből ismerjük. Valószínűleg Champagne-ból származott, felnőttként Párizsban élt. Sokat nyomorgott, amiről nyíltan szólt műveiben, és bohém, züllött életmódot folytatott. Sokszor csak megrendelésre írt, de a Párizst foglalkoztató eseményeket is versekbe foglalta. A Sorbonne és a domonkosok közti vitában az utóbbiak ellen lépett fel szatírájával (Le dit de l'Université de Paris), a pápaság és a francia királyi család közötti viszályban pedig magát a pápát támadta. 
Sokoldalú és termékeny tehetség volt, több műfajban is alkotott. Vannak egyházi énekei (Chanson de Notre Dame, Le dit des propriétés de Notre Dame) és érdekesek személyes tárgyú költeményei (Le Mariage Rutebeuf). Nevezetesek fabliau-i (pl. Le Testament de l' âne) és különösen szatirikus költeményei. Egyaránt ostorozta a lovagokat, a papokat, a zsidókat, a parasztokat és különösen a szerzetesrendeket (Le dit du mensonge, Les ordres de Paris, Chanson des Ordres, La vie du monde, Le pharisien).
Később szakított züllött életmódjával és támadó szatíráival. Üdvözlő költeményt írt IX. Lajos király készülő keresztes hadjáratára és megírta – többek között – Árpád-házi Szent Erzsébet legendáját. Még a 15. században is népszerű volt misztériumjátéka, az ördögtől Szűz Mária segítségével megszabaduló Theophilus pap története (Le miracle Théophile).
Költészetének hangja, stílusa Villonnal rokonítja. Jól mutatja ezt bűnbánó éneke is, „a régi francia líra egyik legszebb darabja”:
Késő a bánat. Jaj nekem,
jaj, hogy bolond szívem sosem
érezte, hogy mi a bűnbánat.
Most már hiába kezdenem!
Mit érne is már küzdenem,
hol az igaz is holtra sápad?
(Illyés Gyula fordítása)

## Magyarul
- Az asszony és a szerelem. Régi francia szerelmes történetek; ford., bev. Roboz Andor; Rózsavölgyi, Bp., 1936 (Magyar Elzevirek)
- Teofillal csoda történt. Középkori misztérium dráma; ford. Bölcskei Lajos; Veritas, s.l., 194?
- Szamártestamentum; ford. Benjámin László / A csodabalzsamárus mondókája; ford. Benjámin László, Lukácsy Sándor; inː Szamártestamentum. Középkori francia mesék és bohózatok; vál. Lukácsy Sándor, szerk., bev., jegyz. Lakits Pál; Európa, Bp., 1962
- Teofil csodája; ford. Jékely Zoltán; inː Akárki. Misztériumjátékok, mirákulumok, moralitások; vál. Szenczi Miklós, utószó Benedek András; Európa, Bp., 1984